# هرمزدورف (تورینگن)
شهر هرمزدورف در ایالت تورینگن در کشور آلمان واقع شده‌است.